# Innocenti Elba
La Elba è un'autovettura familiare commercializzata dalla Innocenti in Italia tra il 1991 ed il 1997. Veniva costruita negli stabilimenti brasiliani della Fiat e  derivava a sua volta dal modello Fiat Duna Weekend.

## Le premesse
Nel 1990 la FIAT iniziò il processo di acquisizione della Innocenti e poco dopo della Maserati, dalla GEPI e da Alejandro de Tomaso.
Alla casa torinese interessavano marginalmente gli stabilimenti Innocenti di Lambrate, che vennero chiusi nel 1993 all'uscita di scena delle Innocenti Small (ultime evoluzioni della Mini Bertone del 1974), ormai giunte alla fine del loro ciclo di vita, pur registrando vendite ancora dignitose, ma insufficienti per creare la convenienza del trasferimento della produzione presso un altro impianto del Gruppo Fiat. 
Così, il marchio Innocenti venne destinato esclusivamente a una forma di mercato prettamente low-cost, applicandolo semplicemente ad alcuni modelli di auto a basso costo provenienti da vari stabilimenti sparsi nel mondo: Brasile, Argentina, Polonia ed ex Jugoslavia.

## La nascita
In questo progetto rientra appunto la Elba, una vettura familiare che consisteva in una versione rimarchiata e sottoposta ad un leggero facelift della Fiat Duna Weekend, lanciata sul mercato nel 1991.
Rispetto alla versione Fiat, le differenze erano minime e concentrate nel frontale, dove spiccavano una nuova mascherina con il logo Innocenti, più sottile e in tinta con la carrozzeria, e nuovi gruppi ottici anteriori, anch'essi più sottili. 
Le motorizzazioni disponibili al momento del debutto erano tre: il 4 cilindri in linea di 1301 cm³ a carburatore, da 70 cv (Elba 1.3), il 1498 cm³ a iniezione (single point) da 75 CV dotato di marmitta catalitica (Elba 1.5 i.e. cat Europa apparso però nel maggio 1992 e prodotto fino al 6/1994) ed il motore diesel di 1697 cm³ con 60 CV.

## L'evoluzione
Nel 1992 il motore diesel venne rimpiazzato da una nuova unità Ecodiesel di 1697 cm³ (sempre da 60  CV).
Nel 1993, con l'obbligo della marmitta catalitica di serie, vennero adottati i motori a benzina della Fiat Tipo: il 1372 cm³ single point da 69 CV (Elba 1.4 i.e.) ed il 1581 cm³ multipoint da 75 CV (Elba 1.6 i.e.). Il motore diesel rimase invariato, ma la Elba, da quel momento, utilizzò negli interni la plancia del Fiat Fiorino seconda serie e non più quella della Duna. La 1.4 i.e. venne proposta anche con carrozzeria 3 porte, carrozzeria da tempo proposta in Brasile ( e che in Italia apparve a fine 1993 sostituendo la corrispondente versione della 1.5 apparsa a inizio anno). Con la stessa carrozzeria a tre porte fu proposta anche la versione commerciale della Elba, denominata Elba Van, motorizzata dall'unità diesel di 1.7 litri, facilmente distinguibile per i finestrini posteriori oscurati. Anche la Elba Van non è inedita: la FIAT infatti propose un modello quasi uguale nella propria gamma di veicoli commerciali come Fiat Penny, versione commerciale della Duna Weekend, secondo la consuetudine di denominare i veicoli commerciali con nomi di monete. A differenza del Fiat Marengo, il veicolo commerciale derivato dalle versioni station wagon delle berline medie Regata, Tempra e Marea, che ha sempre mantenuto le cinque porte e i vetri oscurati, la Elba Van, come la Penny, era disponibile solo con tre porte (carico delle merci dal bagagliaio), e non aveva finestrini, presentando la zona posteriore completamente lastrata, eccetto che per il lunotto.
Nel settembre 1995 la Elba subisce un leggero intervento di restyling, con un ritocco degli interni e degli esterni con paraurti e plastiche esterne di colore grigio chiaro,nuovo disegno delle borchie e mascherina anteriore in cui viene eliminata la fenditura centrale di plastica. Inoltre il propulsore 1.4 i.e e il 1.6 i.e vengono convertiti alla norma antinquinamento Euro2 Parallelamente viene lanciato l'allestimento Happy con colore rosso perlato extraserie,particolari interni e dotazioni tra cui il servosterzo e vetri elettrici di serie. Quest'ultima versione è disponibile soltanto con il motore 1.6.
La Elba esce di listino nel 1997, un anno dopo il lancio della Fiat Palio, e con un successo superiore rispetto a quello della Duna Weekend, in parte dovuto ai prezzi più concorrenziali. 
Con lei termina anche la vendita delle automobili a marchio Innocenti.

## Le Elba prodotte

### 1991-1993
- Elba 5p 1.3
- Elba 5p 1.5 i.e. cat Europa
- Elba 5p 1.7 Diesel
- Elba 5p 1.7 Ecodiesel

### 1993-1997
- Elba 3p 1.4 i.e.
- Elba 5p 1.4 i.e.
- Elba 5p 1.6 i.e.
- Elba 5p 1.7 Ecodiesel

I motori erano derivati da quelli della Duna e da quelli della Tipo: l'1,4 e l'1.6 i.e. e l'1.7 Diesel.